# Аква ди Сото (Ђенова)
Аква ди Сото (итал. Acqua di Sotto) је насеље у Италији у округу Ђенова, региону Лигурија.
Према процени из 2011. у насељу је живело 18 становника. Насеље се налази на надморској висини од 144 м.